# María Sanz de Sautuola
María Justina Sanz de Sautuola y Escalante (Santander, 1870 o 1871 - Santander, 25 de enero de 1946) fue la hija del naturalista y prehistoriador español, Marcelino Sanz de Sautuola, descubridor científico de la cueva de Altamira.

## Reseña biográfica
María Justina Sanz de Sautuola y Escalante  fue una mujer cántabra, hija del naturalista Marcelino Sanz de Sautuola y Concepción de Escalante. Es conocida erróneamente por ser la descubridora de la cueva de Altamira cuando contaba con tan solo 8 años de edad y que realizó junto a su padre, aunque quien verdaderamente fue la primera persona que la descubrió fue Modesto Cubillas, empleado de una finca que poseía la familia. 
Son pocos los datos que se tienen sobre su vida, ya que a pesar de la repercusión que tuvo su no descubrimiento, se mantuvo alejada de la fama.

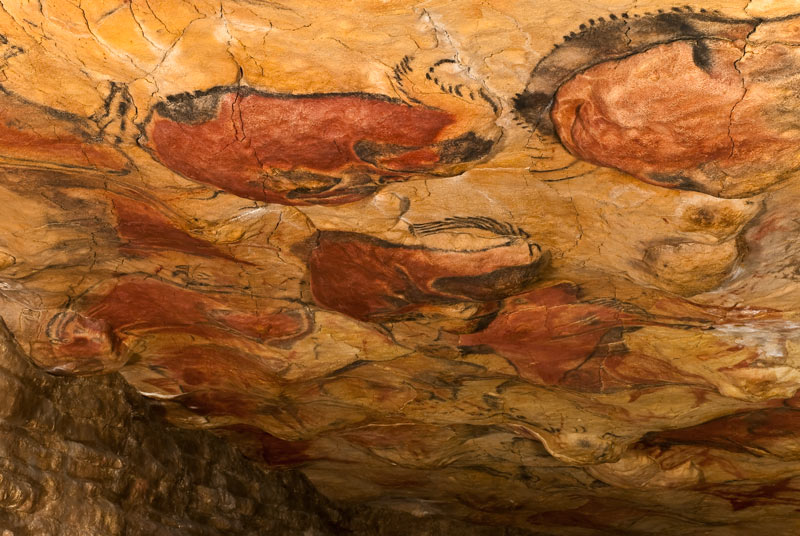
Bisontes en el techo de Altamira, similares a los que vio por primera vez la pequeña María.

Como curiosidad, hay que destacar que entroncándose en 1898 por matrimonio con los Botín, sería abuela del banquero Emilio Botín (Emilio Botín Sanz de Sautuola y García de los Ríos), que fue presidente del Banco Santander.

## Altamira en el cine
En marzo de 2016 se estrenó en España el largometraje Altamira, pretendidamente biográfico, de la productora Morena Films, dirigida por el prestigioso Hugh Hudson y protagonizada por Antonio Banderas en el papel de Sautuola. La película, patrocinada también por el Gobierno de Cantabria y la Fundación Botín y rodada en inglés con vistas a su explotación exterior, no cosechó sin embargo en España el éxito previsto, al menos en su primera semana de exhibición.

En la película, María Sautuola es interpretada por las actrices Allegra Allen e Irene Escolar.